# Лихорадка на белой полосе
«Лихорадка на белой полосе» (англ. White Line Fever) — американский фильм о водителях-дальнобойщиках. Выпущен в прокат в 1975 году.

## Сюжет
Ян-Майкл Винсент играет главного героя по имени Кэррол Джо Хаммер, который возвращается из Вьетнама, женится на симпатичной Джерри Кейн и решает продолжить бизнес своего отца (грузоперевозки) в Тусоне, штат Аризона. Взяв в рассрочку мощный тягач, он надеется честным трудом пополнять семейный бюджет, но вскоре обнаруживает, что времена изменились и грузоотправители коррумпированы и хотят, чтобы он попутно занимался контрабандой незаконно загруженных сигарет и игровых автоматов. Когда Хаммер отказывается перевозить такой товар, администраторы выражают ему полное недовольство подобным демаршем — ведь это может стать примером для других водителей, а в отместку в трейлер загружают навоз. Хаммер вынужден реагировать: он избивает грузчиков, — и с этого момента начинается непримиримая борьба героя с транспортной мафией, крышуемой продажными полицейскими.

Отказ Хаммера участвовать в махинациях нарушает налаженную схему перевозок, к тому же несговорчивый водила «плохо» влияет на других дальнобойщиков. Путём обмана, шантажа и насилия его пытаются заставить нарушить закон, но у Хаммера есть ружьё и желание навести порядок на «белой полосе».

Режиссёр Джонатан Каплан в этом фильме показывает жизнь американских дальнобойщиков — как рыцари дорог борются против монопольного бизнеса и продажных политиканов. Часто они просто вынуждены перевозить незаконные грузы — иначе работы не будет вообще. Фильм повествует о тяжёлом труде водителей, о том, как они часто работают без перерывов, пытаются бодрствовать всю ночь за рулём. Кульминацией фильма становится эпизод, когда главный герой направляет свой грузовик на гигантский рекламный знак корпорации, которая заставила страдать его и других независимых водителей грузовиков. Машина разбивается, водитель попадает в больницу, а затем он и его жена «уходят в закат».

## В ролях
| Актёр                 | Роль               |
| --------------------- | ------------------ |
| Ян-Майкл Винсент      | Керрол Джо Хаммер  |
| Кей Ленц              | Джерри Кейн Хаммер |
| Слим Пикенс           | Дуейн Халлер       |
| Эль Кью Джонс         | Бак                |
| Сем Лоус              | Поупс              |
| Дон Портер            | Катлер             |
| Р.Г. Армстронг        | обвинитель         |
| Ли Френч              | Люси               |
| Джонни Рей МакГи      | Карнел             |
| Дик Миллер            | Бирди              |
| Мартин Коув           | Клем               |
| Джейми Андерсон       | Джейми             |
| Дэвид Гарфилд         | Миллер             |
| Нат Лонг              | тёмные очки        |
| Рон Никс              | защитник           |
| Марвин «Швед» Джонсон | Хи                 |
| Нил Саммерс           | Спички             |

| Актёр             | Роль                |
| ----------------- | ------------------- |
| Тайни Веллс       | Ред                 |
| Бад Браун         | играет самого себя  |
| Арнольд Джефферс  | играет самого себя  |
| Карджи Пратт      | адвокат             |
| Джейсон Кларк     | диспетчер           |
| Даг Дадли         | доктор              |
| Джеки Бриджес     | официантка          |
| Гомер Ханна       | продавец грузовиков |
| Трент Долан       | ковбой              |
| Фрэнк Кеннеди     | Сэм                 |
| Доун Джеффорі     | подруга Джейми      |
| Мел Тодд          | диспетчер           |
| Генри Кендрик     | Фогель              |
| Джек Вайт         | бандит              |
| Франческа Джарвис | женщина-мастер      |
| Енн Дьюзенберрі   | барменша            |
| Уолтер Смит       | бармен              |

## О фильме
Грузовик, использовавшийся для съёмок фильма — белый с голубым тягач седельных автопоездов (фур) фирмы Ford с названием «голубой мул». Это название написано на грузовике.
Съёмки проходили в городе Тусон и вокруг него, штат Аризона.